# Beaumaris Bay
Beaumaris Bay är en vik i Australien. Den ligger i delstaten Victoria, omkring 21 kilometer sydost om delstatshuvudstaden Melbourne.
Trakten runt Beaumaris Bay består till största delen av jordbruksmark. Runt Beaumaris Bay är det mycket tätbefolkat, med 1 463 invånare per kvadratkilometer. Genomsnittlig årsnederbörd är 1 251 millimeter. Den regnigaste månaden är maj, med i genomsnitt 154 mm nederbörd, och den torraste är januari, med 51 mm nederbörd.